# 吳侑萱
吳侑萱（1997年10月9日—）為臺灣女子籃球運動員，104學年度HBL高中籃球聯賽幫助淡水商工完成連霸，高中畢業後前往日本就讀日本體育大學，大學畢業後效力社會人球隊兩年，白天在電力公司當營業助理，由於只有日本球員能打WJBL，吳侑萱選擇返回臺灣，結束六年旅日生涯，2023年7月在WSBL選秀第一輪第一順位被台電女籃挑走。

## 外部連結
- 吳侑萱在fiba.basketball（英语）
- 吳侑萱在archive.fiba.com（archived）（英语）
- 吳侑萱在Eurobasket.com（球員）（英语）
- 吳侑萱在Eurobasket.com（球員）（英语）